# Mari Saat

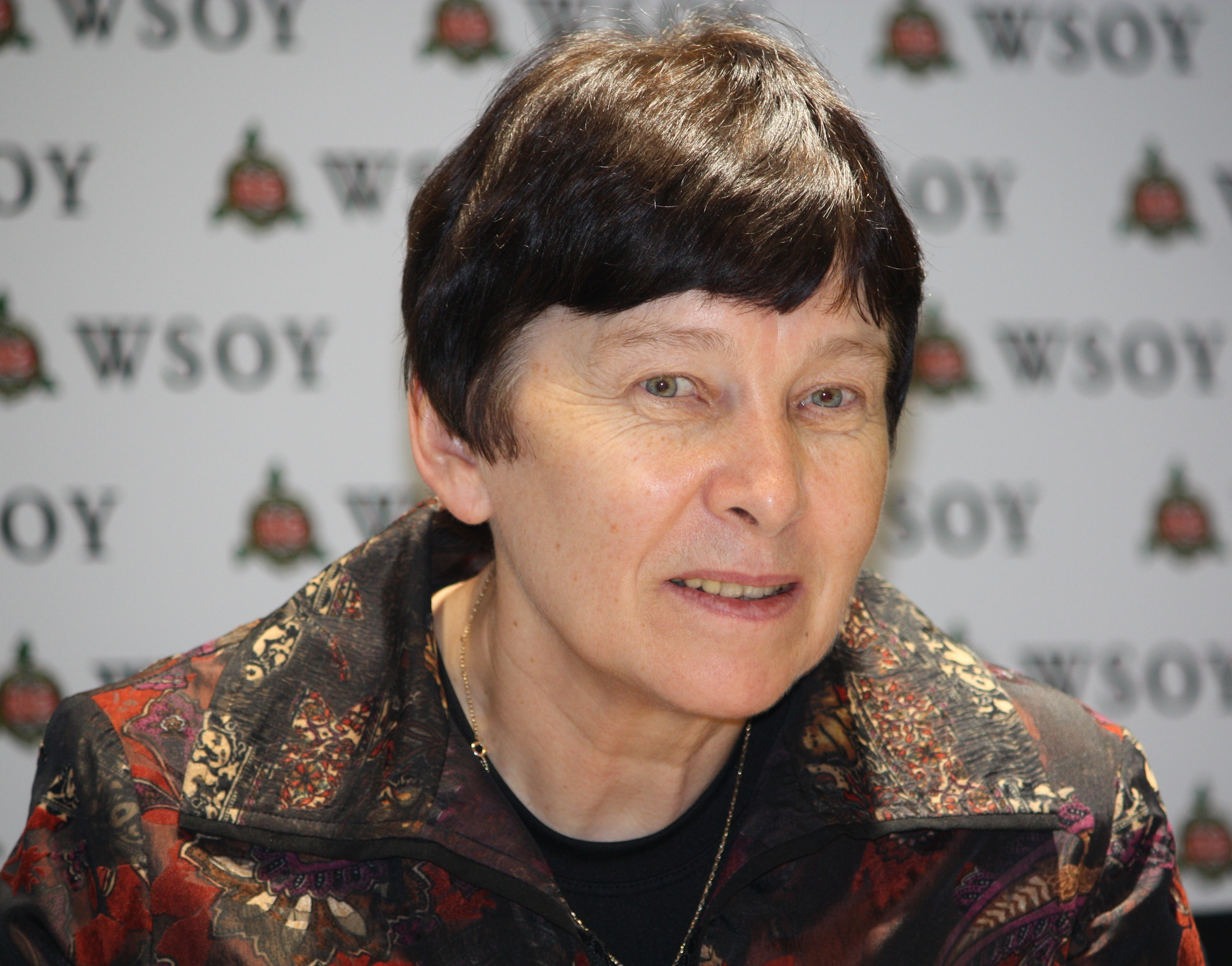
Mari Saat (2011)

Mari Saat (* 27. September 1947 in Tallinn) ist eine estnische Schriftstellerin.

## Leben und Werk
Mari Saat wurde als Tochter des estnischen Journalisten, Karikaturisten und Politikers Joosep Saat (1900–1977) geboren. Wegen kommunistischer Agitation saß ihr Vater von 1924 bis 1938 in Haft. Er war danach während der sowjetischen Besetzung Estlands führender Journalist der Parteizeitung Rahva Hääl ("Volksstimme") und Direktor des Historischen Instituts der Kommunistischen Partei Estlands.
Auf ihr Studium der Ökonomie an der Polytechnischen Hochschule Tallinn 1966–73 folgte eine Aspirantur an der Akademie der Wissenschaften bis 1975, wo sie bis 1983 als wissenschaftliche Mitarbeiterin tätig war. Seit 1993 lehrt sie als Dozentin für Wirtschaftsethik an der Technischen Hochschule von Tallinn.
Saats Prosa zeichnet sich durch Sparsamkeit aus, wobei sie sich auf die Beschreibung zwischenmenschlicher Beziehungen spezialisiert hat. Sie erhielt 1975 und 85 den Tuglas-Preis für die beste Erzählung, ebenfalls 1985 den Tammsaare-Preis für Romane. Ihr Kinderbuch wurde 1989 mit dem Smuul-Preis ausgezeichnet. Auf den Jahrespreis des estnischen Schriftstellerverbandes 1992 folgte 2000 der Jahrespreis des estnischen Kulturkapitals.
Mari Saats Prosa beschäftigt sich meist mit dem Alltagsleben einfacher Menschen und dem sozialen Beziehungsgeflecht zwischen Eltern, Kindern, Verwandten und Freunden. Mit großer psychologischer Tiefe beschreibt sie die Suche nach Liebe, aber auch das häufige Scheitern und die Einsamkeit. 1974 und 1986 wurde sie mit dem nach Friedebert Tuglas benannten Prosa-Preis ausgezeichnet.

## Wichtigste Werke
4 Romane, 2 Erzählbände, ein Lehrbuch zur Wirtschaftsethik, je eine Essaysammlung und ein Kinderbuch.

### Romane
- Laanepüü. 1980.
- Võlu ja vaim. 1990.
- Sinikõrguste tuultes. 2000, ISBN 9985-3-0352-0, deutsch: Im Grunde. Husum 2011, ISBN 978-3-940926-20-3.
- Lasnamäe lunastaja. 2008, ISBN 978-9985-9897-2-2.

### Erzählungen
- Katastroof. 1973.
- Mida teha emaga. 1978.

### Prosaanthologien
- Roosipuupungad. 1975.
- .Õun valguses ja varjus. 1985.

## Übersetzungen ins Deutsche
- Im Grunde. Novelle. Aus dem Estnischen von Irja Grönholm. ihleo Verlag, Husum 2011, ISBN 978-3-940926-20-3.

Mehrere Kurzgeschichten der Autorin sind in Anthologien erschienen:
- Der heimliche Pudel. Übersetzt von Haide Roodvee. In: Das Schauspiel. Neuere estnische Kurzprosa. Ausgewählt von Endel Mallene. Perioodika, Tallinn 1983, S. 147–161.
- Sein heimlicher Pudel. Übersetzt von Harry Burck (aus dem Russischen). In: Erlesenes 6. Novellen aus Estland, Lettland, Litauen. Verlag Volk und Welt, Berlin 1983, S. 240–254.
- Die Katastrophe. Übersetzt von Waltraut Ahrndt (aus dem Russischen). In: Das letzte Gespräch. Fünf sowjetische Novellen. Ausgewählt und mit biographischen Notizen versehen von Christina Links. Verlag Volk und Welt, Berlin 1985, S. 44–123.
- Elsa Hermann. Übersetzt von Helga Viira. In: Sowjetliteratur. 1/1989, S. 116–120.
- Zauber und Geist. (Roman-Auszug). Übersetzt von Irja Grönholm. In: Estonia. 2/1994, S. 16–27.